# Dysoxylum brassii
Dysoxylum brassii är en tvåhjärtbladig växtart som beskrevs av Merrill & Perry. Dysoxylum brassii ingår i släktet Dysoxylum och familjen Meliaceae. Inga underarter finns listade i Catalogue of Life.